# 巨泉まとめて百万円
『巨泉まとめて百万円』（きょせんまとめてひゃくまんえん）は、1968年10月3日から1971年10月まで日本テレビ系列局で放送されていた読売テレビ製作のクイズ番組である。カラー放送。タイガー魔法瓶工業（現・タイガー魔法瓶）の一社提供。全130回。

## 概要
タレントと一般からの参加者が2人1組のチームを組んで出場していた視聴者参加型番組で、大橋巨泉が司会を務めていた。出場チームは4組で、毎回彼らが商品の値段をテーマにしたクイズに挑戦していた。
1971年10月から賞金・賞品の総額が100万円までに制限されるのを受け（クイズ番組#視聴者参加型全盛期とクイズ番組の賞金上限の制限参照）、番組は同タイトルでの放送を終了。その翌月には同時間帯で、ルールを大幅に変更した後継番組『巨泉のチャレンジクイズ』がスタートした。

## ルール
特記の無い限りは番組終了時点における進行形式を記す。同じく商品の値段をクイズにしていたフジテレビの『ズバリ!当てましょう』とは異なるルールを採用していた。
出場チームは、ベルトコンベアで運ばれてくる商品が右袖へ行ってしまうまでにそれらの値踏みを行う。そして商品7点の値踏みが終わったら解答者テーブルにあるテンキーのSボタン（小計ボタン）を押し、それまでの合計金額を表示する。それを前・中・後編の3パートに分けて行い、計21点の値踏みが終了したら司会の巨泉が「巨泉まとめて…」とボードに表示される商品の合計金額を読み上げる。
一つだけの正価を当てると「ジャスト賞」でその品物を貰え、合計金額をピタリと当てたチームは「タイガー賞」としてその回に登場した商品全てを持ち帰ることができる。誤差を1万円以内に収めたチームも、商品の中から1つだけを選んで持ち帰ることができる。合計金額は毎回100万円程度で、最終回では130万円に設定されていた。

## 放送時間
いずれも日本標準時。
- 木曜 21:00 - 21:30 （1968年10月3日 - 1969年3月27日）[1]
- 火曜 19:30 - 20:00 （1969年4月1日 - 1969年7月29日）
- 木曜 21:00 - 21:30 （1969年8月7日 - 1970年12月）
- 水曜 21:30 - 22:00 （1971年1月6日 - 1971年10月）